# Berlandina spasskyi
Berlandina spasskyi – gatunek pająka z rodziny worczakowatych.
Gatunek ten został opisany w 1979 roku przez Aleksandra Ponomarjowa.
Samica tego pająka osiąga od 3,8 do 5,1 mm długości ciała, w tym od 1,55 do 2,1 mm karapaksu. Karapaks żółtobrązowy z szarożółtymi znakami. Sternum żółte, brązowo obrzeżone. Odnóża i nogogłaszczki szarożółte. Na szarożółtym wierzchu odwłoka obecne dwa ciemne pasy i liczne łatki. Epigynium o przedsionku głębszym niż u B. chartinovi i z W-kształtnym przednim brzegiem, a przewody spermatek zakrzywione.
Gatunek palearktyczny, zasiedlający niziny, pustynie i góry Azji Środkowej. Wykazany z Rosji, Kazachstanu, Mongolii i Chin.